# Christiane Marquardt
Christiane Marquardt (Berlín, República Democrática Alemana, 13 de noviembre de 1958) es una atleta alemana retirada especializada en la prueba de 4x400 m, en la que ha conseguido ser campeona europea en 1978.

## Carrera deportiva
En el Campeonato Europeo de Atletismo de 1978 ganó la medalla de oro en los relevos 4x400 metros, con un tiempo de 3:21.20 segundos, que fue récord de los campeonatos, llegando a meta por delante de Reino Unido y Polonia (bronce).